# عاشقانه (فیلم)
عاشقانه فیلمی به کارگردانی علیرضا داوودنژاد و نویسندگی علیرضا داوودنژاد، محمد آفریده و اسماعیل رحیم‌زاده محصول سال ۱۳۷۴ است.

## خلاصه داستان
غزال و آرش نامزدی رسمی خود را جشن گرفته‌اند. احد پدر غزال مباشر نادر است. نادر از انجام مراسم نامزدی ناراحت می‌شود و از احد می‌خواهد که در مقابل چک‌ها و سفته‌هایی که در دست نادر دارد، نامزدی را به هم بزند و غزال را به مورد بهتر که او معرفی می‌کند، بدهد…

## بازیگران
- خسرو شکیبایی در نقش "نادر"
- محمدرضا داوودنژاد در نقش "احد رحمانی"؛ پدر غزال
- بهاره رهنما در نقش "غزال"
- پیمان قاسم‌خانی در نقش "آرش"؛ نامزد غزال
- حمید طاعتی در نقش "آقای حبیبی"؛ پدر آرش
- سهیلا رضوی در نقش "آفاق"؛ همسر نادر
- سوسن سلیمی در نقش "بهجت خانم"؛ مادر آرش
- فاطمه داوودنژاد در نقش "مهین خانم"؛ مادر غزال
- وحید بهنود
- داوود اسدپور
- هاشم میرطالبی
- قاسم صفری
- محمد یوسفی
- حسین یمینی نژاد
- رامبیز شکری